# Technisch Weekblad
Technisch Weekblad (TW) is een vakblad gericht op ingenieurs, technici en professionals met een technische of bèta-wetenschappelijke achtergrond. Het biedt diepgaande informatie over innovaties, techniek, en wetenschap, met thema's zoals energietransitie, digitale transformatie, mobiliteit en circulaire economie.

## Geschiedenis
Het blad ontstond in 1994 uit een fusie van Polytechnisch Weekblad en de KIVI-uitgave Ingenieurskrant. Uitgever VNU verkocht het blad in 2005 aan de jonge uitgeverij Bèta Publishers, die voortkwam uit de Koninklijke Nederlandse Chemische Vereniging (KNCV).
In 2010 ging Bèta Publishers failliet. De activiteiten werden overgenomen door KTN Capital. In 2016 werd het blad overgenomen door B2B uitgevers. In 2021 werd het blad uitgegeven door Niantec bv. Dit bedrijf is op 9 december 2021 failliet verklaard.
Sinds 1 juli 2023 is Technisch Weekblad overgenomen door Blue Pixl Media, een internationale uitgeverij die actief is in Nederland, België en Spanje.
Onder de nieuwe eigenaar ligt de focus voornamelijk op online publicaties. Desondanks blijft TW jaarlijks verschillende specials uitbrengen, waaronder de 'R&D Top 30' in samenwerking met TNO en VNO-NCW.